# Isla Zhaxi
Isla Zhaxi (en chino: 扎西岛; pinyin: zhā xī dǎo) es una pequeña isla en medio del lago Basum Tso un lago de agua salada verde a unos 300 km al este de Lhasa en la Región Autónoma del Tíbet parte de la República Popular de China. Hay muchas piedras grandes en la isla de Zhaxi y cada gran piedra es un símbolo de un Bodhisattva diferente.